# Wojciech Pszczolarski
Wojciech Pszczolarski (Breslavia, 26 aprile 1991) è un pistard e ciclista su strada polacco che corre per il team Tufo-Pardus Prostějov. Su pista è stato due volte campione europeo Elite di corsa a punti.

## Carriera
Nel 2015 e nel 2018 si è laureato campione europeo nella corsa a punti, mentre nel 2017 ha vinto la medaglia di bronzo nella stessa disciplina ai Mondiali di Hong Kong.

## Palmarès

### Pista
- 2012

Campionati europei, Corsa a punti Under-23
- 2013

Campionati polacchi, Corsa a punti
- 2015

GP Czech Cycling Federation, Inseguimento a squadre (Prostějov, con Rafał Jeziorski, Mateusz Nowak e Adrian Tekliński)
GP Czech Cycling Federation, Scratch (Prostějov)
Campionati polacchi, Americana (con Mateusz Nowak)
Campionati europei, Corsa a punti
- 2016

GP Czech Cycling Federation, Corsa a punti (Prostějov)
GP Czech Cycling Federation, Americana (Prostějov, con Adrian Tekliński)
Track Cycling Challenge, Americana (Grenchen, con Daniel Staniszewski)
- 2017

Campionati polacchi, Americana (con Daniel Staniszewski)
- 2018

Campionati europei, Corsa a punti
- 2022

Campionati polacchi, Corsa a punti

## Piazzamenti

### Competizioni mondiali
- Campionati del mondo su pista

Minsk 2013 - Corsa a punti: 13º
Saint-Quentin-en-Yvelines 2015 - Corsa a punti: 14º
Londra 2016 - Corsa a punti: 14º
Hong Kong 2017 - Corsa a punti: 3º
Apeldoorn 2018 - Americana: 13º
Pruszków 2019 - Corsa a punti: 4º
Pruszków 2019 - Americana: 8º
Berlino 2020 - Corsa a punti: 4º
Berlino 2020 - Americana: 12º
Roubaix 2021 - Corsa a punti: 13º
Saint-Quentin-en-Yvelines 2022 - Corsa a punti: 8º

### Competizioni europee
- Campionati europei su pista

Minsk 2009 - Corsa a punti Junior: 7º
Minsk 2009 - Scratch Junior: 27º
Anadia 2012 - Corsa a punti Under-23: vincitore
Panevėžys 2012 - Inseguimento a squadre: 8º
Panevėžys 2012 - Corsa a punti: 6º
Anadia 2013 - Inseguimento individuale Under-23: 17º
Anadia 2013 - Corsa a punti Under-23: 8º
Anadia 2013 - Scratch Under-23: 14º
Apeldoorn 2013 - Corsa a punti: 8º
Grenchen 2015 - Corsa a punti: vincitore
Grenchen 2015 - Americana: 10º
Saint-Quentin-en-Yvelines 2016 - Corsa a punti: 7º
Saint-Quentin-en-Yvelines 2016 - Americana: 7º
Berlino 2017 - Americana: 3º
Glasgow 2018 - Corsa a punti: vincitore
Glasgow 2018 - Americana: 6º
Plovdiv 2020 - Corsa a punti: 6º
Plovdiv 2020 - Americana: 9º
Monaco di Baviera 2022 - Corsa a punti: 12º
Monaco di Baviera 2022 - Americana: 9º